# Hiromu Tanaka
Hiromu Tanaka (japanisch 田中 宏武 Tanaka Hiromu; * 15. April 1999 in der Präfektur Gunma) ist ein japanischer Fußballspieler.

## Karriere
Hiromu Tanaka erlernte das Fußballspielen in den Jugendmannschaften vom FC Ojima und dem Maebashi SC, der Schulmannschaft der Kiryu Daiichi High School sowie in der Universitätsmannschaft der Risshō-Universität. Die Saison 2021 wurde er von der Universität an den Erstligisten Hokkaido Consadole Sapporo ausgeliehen. Hier kam er jedoch nicht zum Einsatz. Nach Ende der Ausleihe wurde Tanaka am 1. Februar 2022 fest von Hokkaido unter Vertrag genommen. Sein Erstligadebüt für den Verein aus Sapporo gab Hiromu Tanaka am 25. Mai 2022 (15. Spieltag) im Heimspiel gegen Kashiwa Reysol. Bei der 1:6-Heimniederlage wurde er in der 65. Minute für Daiki Suga eingewechselt. Im August 2023 wechselte er auf Leihbasis zum Zweitligisten Fujieda MYFC. Nach acht Ligaspielen kehrte er nach einer Spielzeit nach Sapporo zurück. Am Ende der Saison 2024 belegte er mit Hokkaido den 19. Tabellenplatz und musste somit in die zweite Liga absteigen.

## Sonstiges
Hiromu Tanaka ist der Bruder von Wataru Tanaka.